# Jerzy Stefański
Jerzy Stefański (ur. 21 czerwca 1940 w Inowrocławiu) – polski duchowny katolicki, protonotariusz apostolski, profesor nauk teologicznych w zakresie liturgiki.

## Życiorys
W 1965 otrzymał święcenia kapłańskie z rąk Ks. Prymasa Stefana Wyszyńskiego w Gnieźnie. W latach 1969–1973 odbył studia specjalistyczne z liturgiki w Pontificio Istituto Liturgico Sant’Anselmo (Anselmianum) w Rzymie, uzyskał w 1974 roku doktorat na podstawie rozprawy Il concetto di Liturgia nelle opere di Johannes Pinsk. W 1988 habilitował się na Akademii Teologii Katolickiej w Warszawie na podstawie rozprawy Sakrament chorych w reformie Soboru Watykańskiego II. Studium liturgiczno-teologiczne. W 2002 uzyskał tytuł naukowy profesora nauk teologicznych (książka profesorska: Modlitwy Eucharystyczne w posoborowej reformie liturgicznej. Kwestie redakcyjne). W 2012 roku został obdarzony godnością protonotariusza apostolskiego.
Od 1970 do 1973 pracował w Kongregacji ds. Kultu Bożego w Watykanie, a w latach 1984–1994 pełnił funkcję konsultora tejże kongregacji.
Pełnił, w latach 2003–2011, funkcję kierownika Zakładu Liturgiki i Homiletyki Wydziału Teologicznego UAM w Poznaniu. Wcześniej był kierownikiem Katedry Teologii Pastoralnej, Liturgiki i Homiletyki Wydziału Teologicznego Uniwersytetu Szczecińskiego. Wykładał przez wiele lat liturgikę w Prymasowskim Wyższym Seminarium Duchownym w Gnieźnie.

## Ważniejsze publikacje
- Sakrament chorych w reformie Soboru Watykańskiego II: studium liturgiczno-teologiczne (1988)
- Liturgia dla każdego (1995)
- Liturgia w odnowie (2000)
- Sakrament chorych w dziejach i życiu Kościoła (2000)
- Modlitwy Eucharystyczne w posoborowej reformie liturgicznej: kwestie redakcyjne (2002)